# Giorgio Zaninovich
Giorgio Zaninovich (Spalato, 1876 – Buenos Aires, 1946) è stato un ingegnere e architetto italiano, esponente del art noveau internazionale e del Liberty.

## Biografia
Frequenta la Scuola industriale superiore di Trieste nella sezione edilizia, e svolge contemporaneamente l'attività di apprendistato presso lo studio dell'ingegnere Luigi Palese, poi dell'ingegnere Isidoro Piani. 
Il suo interesse per l'edilizia e la costante applicazione nello studio e nel lavoro lo evidenziano come persona capace e tecnicamente preparata: nel 1897, subito dopo il completamento degli studi, viene assunto infatti dall'Istituto Regio Governo Marittimo di Trieste con la qualifica di costruttore. 
Durante questo periodo lavorativo continua la sua attività formativa lavorando nelle ore pomeridiane nello studio di Enrico Nordio, per alcuni mesi del 1898, successivamente come aiutante progettista per la costruzione dei Magazzini generali e del cantiere San Marco a Trieste, infine collaborando presso lo studio dell'ingegnere Luigi Mazorana. Nel 1898 si iscrive all'Accademia di belle arti di Vienna, mentre continua lavorare presso l'impresa Pittel e Brausewetter.
Dopo questo lungo periodo formativo, in cui acquisisce la padronanza della tecnica costruttiva e della pratica professionale, il contatto con l'ambiente della scuola di Otto Wagner è fondamentale per la sua formazione di architetto e lascia un'impronta ben riconoscibile in tutta la produzione successiva. In particolare, i suoi progetti rappresentano una personale mediazione fra le indicazioni wagneriane e le suggestioni derivate dai progetti di Olbrich. 
Lo si vede fin dai primi progetti di studio per il concorso per un educandato femminile a Zara (1901), da lui vinto, e nel progetto per un casinò da gioco a Lesina (1902), preparato per l'esame di laurea.
Terminati gli studi ritorna subito a Trieste e inizia l'attività professionale come architetto, inizialmente le opere sono ancora un compromesso fra la tradizione dell'eclettismo e le richieste, pur semplificate, di art noveau.
Il suo primo importante edificio pubblico è la sede per la Società Austria Trieste (1906), in cui Zaninovich riesce ad esprimere con più forza la sua predilezione per la corrente secessionista. 
Nel frattempo, dal 1904 può lavorare anche come capomaestro costruttore e proporsi come architetto imprenditore. Divide l'impresa con il fratello Gino Zaninovich, l'ingegnere formatosi nella Meisterschule dell'Accademia di Vienna. È sotto questa veste che riesce progettare e realizzare le sue opere più originali e libere da condizionamenti come Villa Valdoni (1907-08), con richiami al gusto secessionista e ad altre suggestioni decorative. 
L'esperienza si ripete con successo anche nella sua Villa Trenovia (1908).
Tra il 1910 il 1914 Zaninovich viene assunto dai Magazzini generali di Trieste come dirigente dell'ufficio tecnico e, pur non firmandone i progetti, segue la costruzione dei nuovi edifici per i varchi del Punto franco vecchio, la Casa degli operai, la Dogana vecchia e la Centrale elettrica Triestina.
Dopo la guerra brevetta un sistema costruttivo denominato "ZA" per la costruzione di murature con blocchi forati prefabbricati di calcestruzzo, ma non ottiene il successo che sperava. Vi si aggiungono difficoltà di inserimento nella nuova realtà triestina, che lo spingono ad emigrare a Buenos Aires.